# Diodo de corriente constante

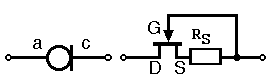
Símbolo eléctrico (izquierda) y circuito interno (derecha) de un diodo de corriente constante. El ánodo y el cátodo son "a" y "c".

El diodo de corriente constante es un dispositivo electrónico semiconductor que limita la corriente a un valor máximo especificado para el dispositivo. También se le conoce como diodo limitador de corriente o diodo regulador de corriente.
Estos diodos consisten en un JFET de canal N con la compuerta cortocircuitada a la fuente, que funciona como un limitador de corriente de dos terminales o una fuente de corriente (análoga a un diodo Zener limitador de voltaje). Permiten que una corriente a través de ellos alcance un cierto valor y luego se nivele a un valor específico. A diferencia de los diodos Zener, estos diodos mantienen constante la corriente en lugar del voltaje. Estos dispositivos mantienen la corriente que fluye a través de ellos sin cambios cuando cambia el voltaje.

## Propiedades
Los parámetros que definen los diodos de corriente constante son la corriente nominal, la tensión máxima de trabajo, el tipo de encapsulado y la potencia máxima.

## Implementaciones comerciales
Algunos de los fabricantes de este tipo de diodo son:
| Fabricante            | Referencias                                                               |
| --------------------- | ------------------------------------------------------------------------- |
| Central Semiconductor | CMJ4500 TR, CMJH150 TR, CMJ5750 TR, CMJ2000 TR, CMJ1000 TR, 1N5310 BK ... |
| MCC                   | CLD20B-TP                                                                 |
| Microsemi             | CCR257                                                                    |
| Semitec               | S-352T, S-202T, S-452T, S-152T, S-501T, S-102T, S-123T, S-701T ...        |
| Soriau                | JANTX1N3613                                                               |